# Rhipidia polythrix
Rhipidia polythrix är en tvåvingeart som först beskrevs av Alexander 1978.  Rhipidia polythrix ingår i släktet Rhipidia och familjen småharkrankar.
Artens utbredningsområde är Panama. Inga underarter finns listade i Catalogue of Life.